# José de Rivas
José de Rivas fue un político peruano.
Fue elegido diputado por el departamento del Cusco en la Asamblea de Sicuani que estableció la independencia de los departamentos peruanos de Cusco, Puno, Arequipa y Ayacucho y la creación del Estado Sud-Peruano en el marco de la Confederación Perú-Boliviana.